# Kongdech Natenee
Kongdech Natenee (né le 29 mai 1975) est un athlète thaïlandais, spécialiste du 100 m.
Si son meilleur temps sur 100 m n'est que de 10 s 41 (Almaty en juin 2001), depuis 2000, il détient le record de Thaïlande du relais 4 × 100 m en 38 s 80 et il a remporté de nombreux titres avec cette spécialité.
Il a notamment remporté la médaille d'or aux Championnats asiatiques à Djakarta le 31 août 2000 (équipe composée de Kongdech Natenee, Vissanu Sophanich, Ekkachai Janthana, Sittichai Suwonprateep).
Il a participé aux Championnats asiatiques 1995 (100 m) et de 1996 à 2001 a fait partie du relais thaïlandais, en concourant aux Jeux olympiques de 1996 et 2000 et aux Championnats du monde 1999 et 2001. En 2001, il participe aux Universiades d'été.